# Philodromus mineri
Philodromus mineri este o specie de păianjeni din genul Philodromus, familia Philodromidae, descrisă de Gertsch, 1933. Conform Catalogue of Life specia Philodromus mineri nu are subspecii cunoscute.